# Курчи (Гродненская область)
Курчи́ (бел. Курчы́) — хутор в Сморгонском районе Гродненской области Белоруссии.
Входит в состав Вишневского сельсовета.
Расположен в северо-восточной части района. Расстояние до районного центра Сморгонь по автодороге — чуть менее 17 км, до центра сельсовета агрогородка Вишнево по прямой — около 11 км. Ближайшие населённые пункты — Айцвилы, Дубатовка, Окушково. Площадь занимаемой территории составляет 0,0204 км², протяжённость границ 990 м.

## История
Курчи отмечены на карте Шуберта (середина XIX века) в составе Дуботовской волости Свенцянского уезда Виленской губернии. Состояли на тот момент из деревни и фольварка. В 1866 году Курчи уже значились как застенок и насчитывали 1 двор и 18 жителей католического вероисповедания.
После Советско-польской войны, завершившейся Рижским договором, в 1921 году Западная Белоруссия отошла к Польской Республике и Курчи были включены в состав новообразованной сельской гмины Жодишки Свенцянского повета Виленского воеводства. 1 января 1926 года гмина Жодишки была переведена в состав Вилейского повета.
В 1938 году Курчи, имевшие на тот момент статус колонии, насчитывали 3 дыма (двора) и 19 душ.
В 1939 году, согласно секретному протоколу, заключённому между СССР и Германией, Западная Белоруссия оказалась в сфере интересов советского государства и её территорию заняли войска Красной армии. Хутор вошёл в состав новообразованного Сморгонского района Вилейской области БССР. После реорганизации административного-территориального деления БССР хутор был включён в состав новой Молодечненской области в 1944 году. В 1960 году, ввиду новой организации административно-территориального деления и упразднения Молодечненской области, Курчи вошли в состав Гродненской области.

## Население
Согласно переписи население хутора в 1999 году насчитывало 2 жителя.

## Транспорт
Курчи расположены у пересечения трёх дорог.:
- Р95 Лынтупы — Свирь — Сморгонь — Крево — Гольшаны
- Н6009 Ворняны — Рымдюны — Жодишки
- Н6433 Курчи — Лещеняты